# Spoorlijn Angermünde - Stralsund
De spoorlijn Angermünde - Stralsund (in het Duits de Angermünde-Stralsunder Eisenbahn genoemd) is een Duitse spoorlijn gelegen in de deelstaat Mecklenburg-Voor-Pommeren tussen Angermünde en Stralsund. De lijn is als spoorlijn 6081 onder beheer van DB Netze.

## Geschiedenis
Het traject werd door de Berlin-Stettiner Eisenbahn-Gesellschaft in fases geopend.
- 16 maart 1863: Angermünde - Anklam
- 26 oktober 1863: personenvervoer op het hele traject
- 1 november 1863: goederenvervoer op het hele traject

## Treindiensten
De Deutsche Bahn verzorgt het personenvervoer op dit traject met RE / RB treinen.

## Aansluitingen
In de volgende plaatsen was of is er een aansluiting van de volgende spoorwegmaatschappijen:

### Angermünde
- Berlin-Stettiner Eisenbahn, spoorlijn tussen Berlijn en Szczecin
- Angermünde-Schwedter Eisenbahn, spoorlijn tussen Angermünde en Schwedt (Oder)
- Angermünde - Bad Freienwalde, spoorlijn tussen Angermünde en Bad Freienwalde

### Prenzlau
- Löwenberg - Prenzlau, spoorlijn tussen Löwenberg en Prenzlau
- Prenzlauer Kreisbahnen, spoorlijn tussen Strassburg / Fürstenwerder Kreisbf en Kutzerow / Damme

### Pasewalk
- Bützow - Szczecin, spoorlijn tussen Bützow en Szczecin

### Jatznick
- Jatznick–Ueckermünde, spoorlijn tussen Jatznick en Ueckermünde hafen

### Ducherow
- Ducherow - Heringsdorf, spoorlijn tussen Ducherow en Seebad Heringsdorf

### Anklam
- Anklam - Lassan haven, smalspoorlijn van de Anklam-Lassaner-Kleinbahn (ALK) tussen Anklam / Buddenhagen (Klb) en Lassan haven (600 mm)
- Anklam - Leopoldshagen, smalspoorlijn van de Mecklenburg-Pommersche Schmalspurbahn (MPSB) tussen Anklam en Leopoldshagen (600 mm)
- Anklam - Wegezin-Dennin, smalspoorlijn van de Mecklenburg-Pommersche Schmalspurbahn (MPSB) tussen Anklam en Wegezin-Dennin (600 mm)

### Züssow
- Züssow - Wolgast, spoorlijn tussen Züssow en Wolgast
- Dargezin - Züssow, smalspoorlijn van de Greifswald-Jarmener Kleinbahn-Gesellschaft (GJK) tussen Dargezin en Züssow (750 mm)

### Greifswald
- Greifswald - Tribsees, spoorlijn tussen Greifswald en Tribsees
- Greifswalder Bahnen, voormalige smalspoorlijn tussen Greifswald en Jarmen / Seebad Lubmin / Wolgast
- Greifswald - Lubmin, spoorlijn tussen Greifswald en Lubmin

### Stralsund
- Rostock - Stralsund, spoorlijn tussen Rostock en Stralsund
- Preußische Nordbahn, spoorlijn tussen Berlin - Neubrandenburg en Stralsund
- Stralsund - Sassnitz, spoorlijn tussen Stralsund en Sassnitz
- Stralsund - Tribsees, Stralsund - Tribseeser Eisenbahn (StTr), spoorlijn tussen Stralsund en Tribsees
- Franzburgen Kreisbahnen (FKB), 1000 mm spoorlijn tussen Stralsund en Klausdorf / Barth

## Elektrische tractie
Het traject werd in 1988/1989 geëlektrificeerd met een spanning van 15.000 volt 16 2/3 Hz wisselstroom.